# ヤコブ・エリクソン賞
ヤコブ・エリクソン賞(Jakob Eriksson Prize)は、かつてスウェーデンの植物学者だったヤコブ・エリクソン(1848-1931)を記念して、1923年に創設された。この賞は植物学の分野で顕著な業績を挙げた者に授与される。

## 受賞者
- 1930年 - John Hubert Craigie マニトバ大学の教授
- 1959年 - John (Jim) M. Hirst DSC, FRS Rothamsted Experimental Stationの教授
- 1964年 - J. C. Santiago
- 1969年 - Stanley J Hughes
- 1975年 - 建部到 名古屋大学の教授
- 1981年 - Paul Williams ウィスコンシン大学の教授
- 1987年 - Paul S. Teng ミネソタ大学の教授
- 1993年 - Ir Ariena H.C. van Bruggen Wageningen 大学の教授
- 1998年 - Richard Frederiksen テキサスA&M大学の教授
- 2003年 - Jaccov Katan ヘブライ大学の教授
- 2008年 - Laurence V. Madden
- 2013年 - Jeffrey B. Jones フロリダ大学の教授